# Fear Street: Prom Queen
Série Fear Street
Partie 3 : 1666
(2021)
Pour plus de détails, voir Fiche technique et Distribution.
Fear Street: Prom Queen est un film américain coécrit et réalisé par Matt Palmer, sorti en 2025 sur Netflix.
Basé sur la série littéraire Fear Street de l'écrivain américain R. L. Stine, principalement sur le quinzième roman intitulé Le Bal de la mort (1990), il s'agit du quatrième volet de la série de films du même titre, après la trilogie sortie en 2021.
Se déroulant en 1988, le film suit un groupe d'élèves du lycée de Shadyside qui devient la cible d'un tueur en série le soir de leurs bal de promo.

## Synopsis
En 1988, alors que les élèves du lycée de la ville de Shadyside dans l'Ohio se préparent pour leurs bal de promo, plusieurs élèves sont en pleine compétition pour gagner des votes afin de devenir la reine du bal. Alors qu'une candidate inattendue rejoint la compétition, plusieurs autres commencent à disparaître mystérieusement…

## Fiche technique
Sauf indication contraire, les informations mentionnées dans cette section peuvent être confirmées par la base de données cinématographiques IMDb,  présente dans la section « Liens externes ».
- Titre original : Fear Street: Prom Queen
- Réalisation : Matt Palmer
- Scénario : Matt Palmer et Donald McLeary, d'après le roman Le Bal de la mort de la série Fear Street de R. L. Stine
- Musique : The Newton Brothers
- Décors : Nick Bassett
- Costumes : Natalie Bronfman
- Photographie : Márk Györi
- Montage : Christopher Donaldson
- Production : Peter Chernin, Kori Adelson et Jenno Topping
  - Producteurs délégués : Yvonne Bernard, Joan Waricha, Jane Stine, Mary Anne Waterhouse et Leigh Janiak
- Société de production : Chernin Entertainment
- Société de distribution : Netflix
- Pays de production :  États-Unis
- Langue originale : anglais
- Format : couleur
- Genres : horreur, fantastique
- Durée : 90 minutes
- Date de sortie : 23 mai 2025 sur Netflix[1]

## Distribution
- India Fowler (en) (VF : Elia-Carmine Robbe) : Lori Granger
- Suzanna Son (VF : Lisa Caruso) : Megan Rogers
- Fina Strazza (en) (VF : Lila Lacombe) : Tiffany Falconer
- Chris Klein (VF : Damien Ferrette) : Dan Falconer
- David Iacono (VF : Lilian Azémon) : Tyler Torres
- Ella Rubin (VF : Melissa Berard) : Melissa McKendrick
- Ariana Greenblatt (VF : Amandine Chaquin)  : Christy Renault
- Lili Taylor (VF : Anne O' Dolan) : Dolores Brekenridge
- Katherine Waterston (VF : Marie Chevalot) : Nancy Falconer
- Darrin Baker (VF : Ludovic Baugin) : le principal Wayland
- Rebecca Ablack (VF : Clara Soares) : Debbie Winters
- Ilan O'Driscoll (VF : Emilie Marié) : Linda
- Damian Romeo (VF : Tom Berguig) : Judd
- Dakota Taylor (VF : Antoine Levannier) : Bobby
- Eden Summer Gilmore (VF : Myrddrina Antoni) : Claire
- Brennan Clost (en) : Gerald
- Cecilia Lee (VF : Erine Serrano) : Harmony LaFay
- Joanne Boland (VF : Anne Levallois) : Rose Granger
- Joseph Chiu : Spider
- Dale Whibley (en) (VF : Benjamin Marin) : Jimmy
- Tom Keat (VF : Nicolas Pluyaud) : Freddie
- Jai Jai Jones (VF : Grégory Quidel) : Frank
- Christopher MacCabe : Stoker

## Production

### Développement
En juillet 2022, à la suite des résultats positifs de la trilogie Fear Street, R. L. Stine dévoile qu'il est en discutions avec Chernin Entertainment pour développer d'autres films basé sur la série littéraire. En décembre 2022, il est confirmé qu'un quatrième film est officiellement en développement avec Chloe Okuno à la réalisation. Stine confirme par la suite que ce dernier se basera principalement sur le tome The Prom Queen.
En mars 2024, Matt Palmer signe pour remplacer Okuno à la réalisation. Il signe également pour co-écrire le scénario avec Donald McLeary.

### Attribution des rôles
En mars 2024, India Fowler, Suzanna Son, Fina Strazza, David Iacono, Ella Rubin, Chris Klein, Lili Taylor et Katherine Waterston sont annoncés à la distribution. En avril 2024, Ariana Greenblatt signe pour rejoindre le film.

### Tournage
Le tournage débute le 25 mars 2024 à Toronto au Canada.